# Шелудько Валерій Євгенович
Шелудько Валерій Євгенович (нар. 1 січня 1962, Мала Супоївка, Згурівський район, Київська область) — член Центральної виборчої комісії, заслужений юрист України.

## Життєпис
Народився 1 січня 1962 року в с. Малій Супоївці Згурівського району Київської області. В 1984 році закінчив Київський державний університет ім. Т.Г. Шевченка за спеціальністю «правознавство», в 1993 році — курс «Законодавство з прав людини» в Інституті європейського права Бірмінгемського Університету (Велика Британія).
Після закінчення університету в 1984 році почав працювати в прокуратурі Жовтневого району м. Києва стажистом, а згодом — помічником прокурора району. З 1987 року — прокурор управління, помічник Прокурора Української РСР, пізніше — помічник Генерального прокурора України. З 1994 року працював заступником директора Українського центру прав людини Української Правничої Фундації. З 1995 року — завідувач сектору Контрольної служби Президента України, потім — головний консультант-інспектор відділу Контрольного управління Адміністрації Президента України, головний консультант відділу забезпечення роботи Представника Президента України у Конституційному Суді України Державно-правового управління Адміністрації Президента України. З 1997 по 1999 рік був помічником Прем'єр-міністра України, з 2001 по 2002 рік — помічником Міністра транспорту України. Двічі — в 1999 та 2004 роках — очолював юридичну службу Національного депозитарію України.
З липня 2004 року до призначення в грудні 2004 року членом Центральної виборчої комісії працював радником Голови Державної комісії з цінних паперів та фондового ринку.

## Нагороди
Нагороджений Почесною грамотою Кабінету Міністрів України.